# Pretzsch (Elbe)

Pretzsch von Südwesten

Pretzsch (Elbe) ist eine Ortschaft der Stadt Bad Schmiedeberg im Landkreis Wittenberg in Sachsen-Anhalt. Bis zum 30. Juni 2009 war Pretzsch eine selbstständige Stadt.

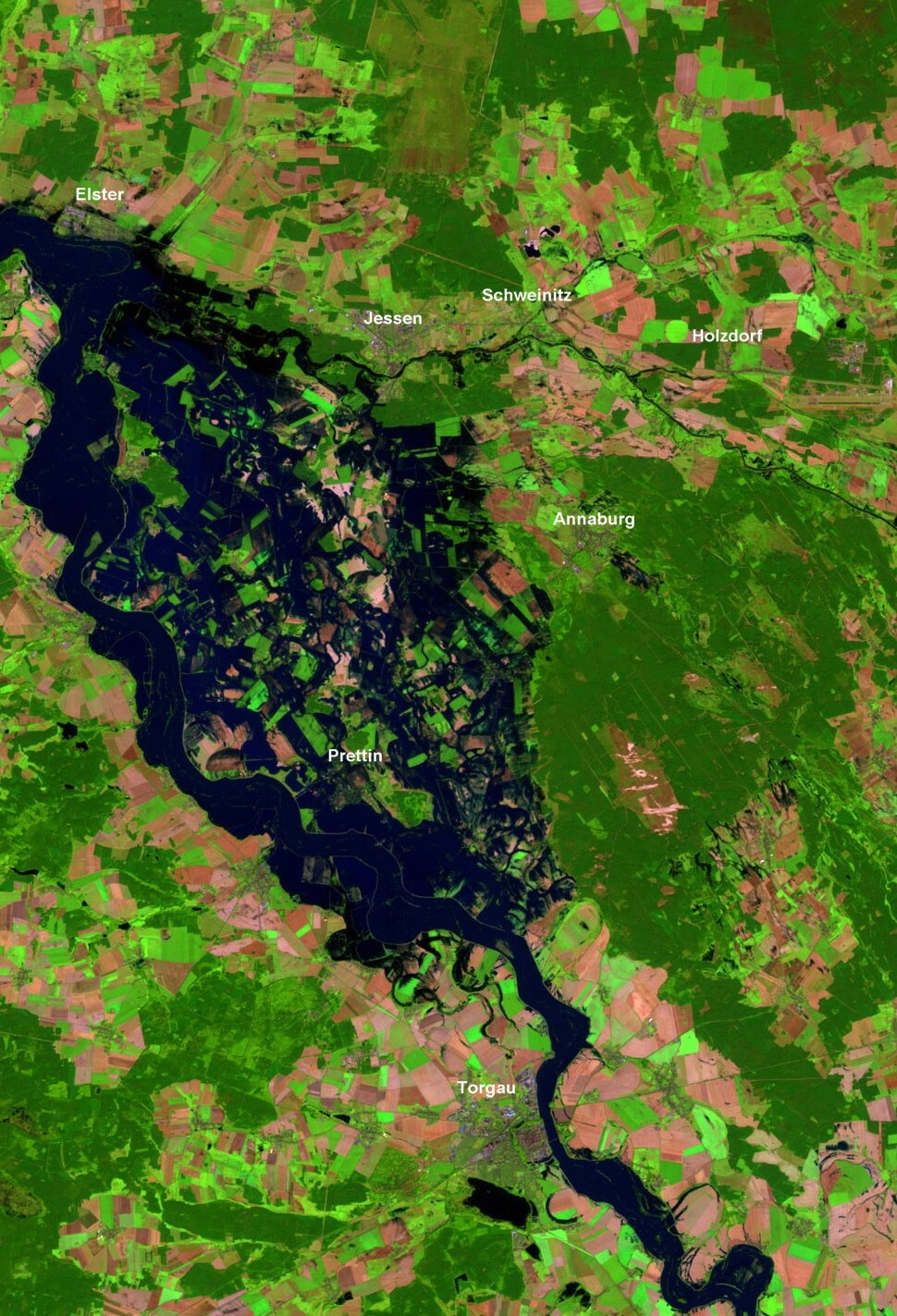
Pretzsch (westlich von Annaburg) versank 2002 in den Elbfluten

## Geografie
Pretzsch liegt inmitten der Elbauen am westlichen Elbufer und am nordwestlichen Rand des Naturparkes Dübener Heide. Naheliegende Städte sind Bad Schmiedeberg, Kemberg, Torgau und Lutherstadt Wittenberg. In größerer Umgebung liegen Jessen und Bad Düben.

## Geschichte

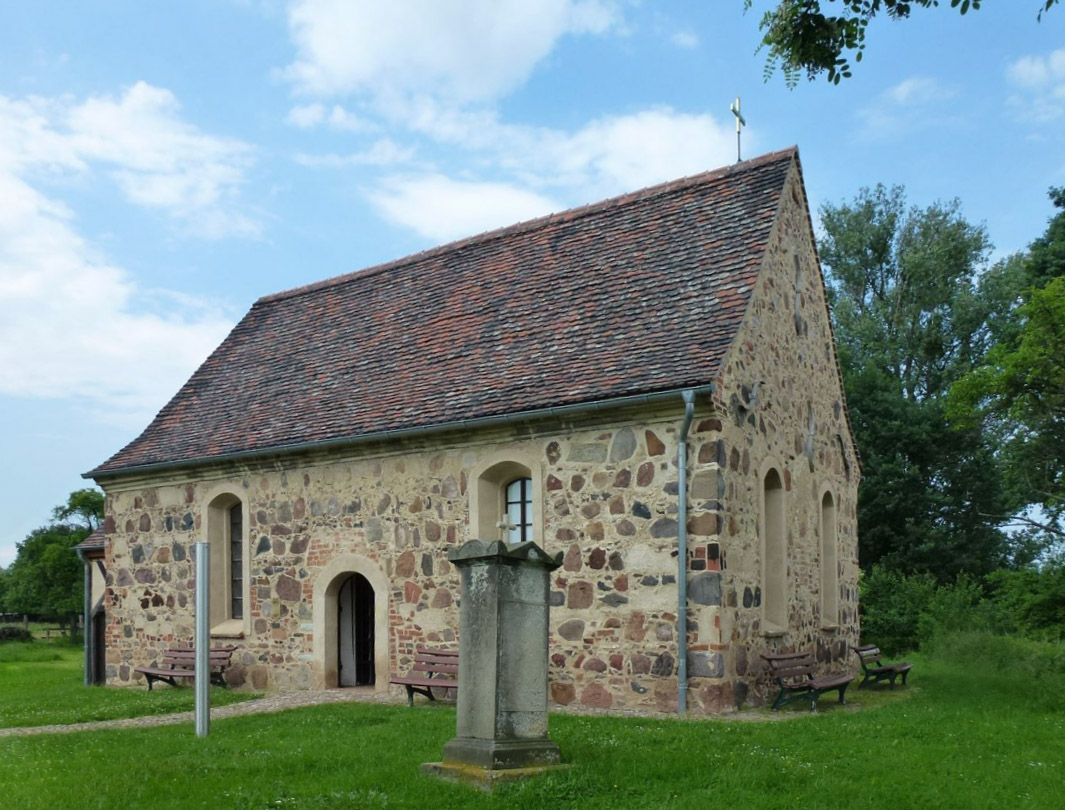
Elbschifferkirche in Priesitz mit metallener Hochwassersäule davor

### Mittelalter
Der Ort Pretzsch kann auf eine über 1000-jährige Geschichte zurückblicken. Pretzsch wurde erstmals am 21. Juli 981 in einer Urkunde von Otto II. erwähnt. Damals lag der Ort im Gau Nizizi in der Grafschaft Diemars und gelangte als Schenkung an das Kloster Memleben. Der Beginn der ständigen Besiedlung des Pretzscher Ortsgebietes ist schriftlich aus der ausgehenden Zeit der Slawen belegt. Die slawischen Wallanlagen wurden durch Burgwarde abgelöst. Die Urkunde aus dem Jahr 981 weist auch für den Ort Pretzsch (Pretokine) eine solche Schutzburg zur Überwachung des Verwaltungsbezirkes und der Elbbeschiffung aus. Kurze Zeit später – im Jahr 1004 – erfolgt eine zweite nachweisliche Erwähnung des Ortes. Zu dieser Zeit wurde bereits eine beachtliche Anzahl an Burgwarden und Ortschaften in der Pretzscher Nachbarschaft aufgezählt, was die stark zunehmende Besiedlungstätigkeit im Rahmen der Christianisierung dieser Gegend unterstreicht.
Mit der kurz darauf einsetzenden Kolonisierung kamen vor allem Siedler aus Flandern hierher, die viel Erfahrung im Entwässern der Sümpfe und Eindeichen der Flüsse mitbrachten, was die Urbanisierung der Gegend deutlich voran trieb. Zu dieser Zeit gab es auch erste Ansätze einer Unterteilung zwischen Bauern, die das Land bearbeiteten, und so genannten Häuslern, die nur wenig Grund für die Bearbeitung besaßen und im eigenen Haus einem Handwerk nachgingen (Töpfer, Tuchmacher, Schmied). Mit den Siedlern aus Flandern gewann auch die Wasserkraft als Antrieb für Mühlen verschiedenster Art in den kommenden Jahrhunderten an Bedeutung. Ab dem 12. Jahrhundert wurde in nahezu jeder Ortschaft im Umland von Pretzsch eine Kirche errichtet. Mit der Schifferkapelle in Priesitz und der Kirche in Ogkeln stehen noch heute zwei der ältesten Zeugen dieser Besiedlungsphase aus dem frühen 13. Jahrhundert.

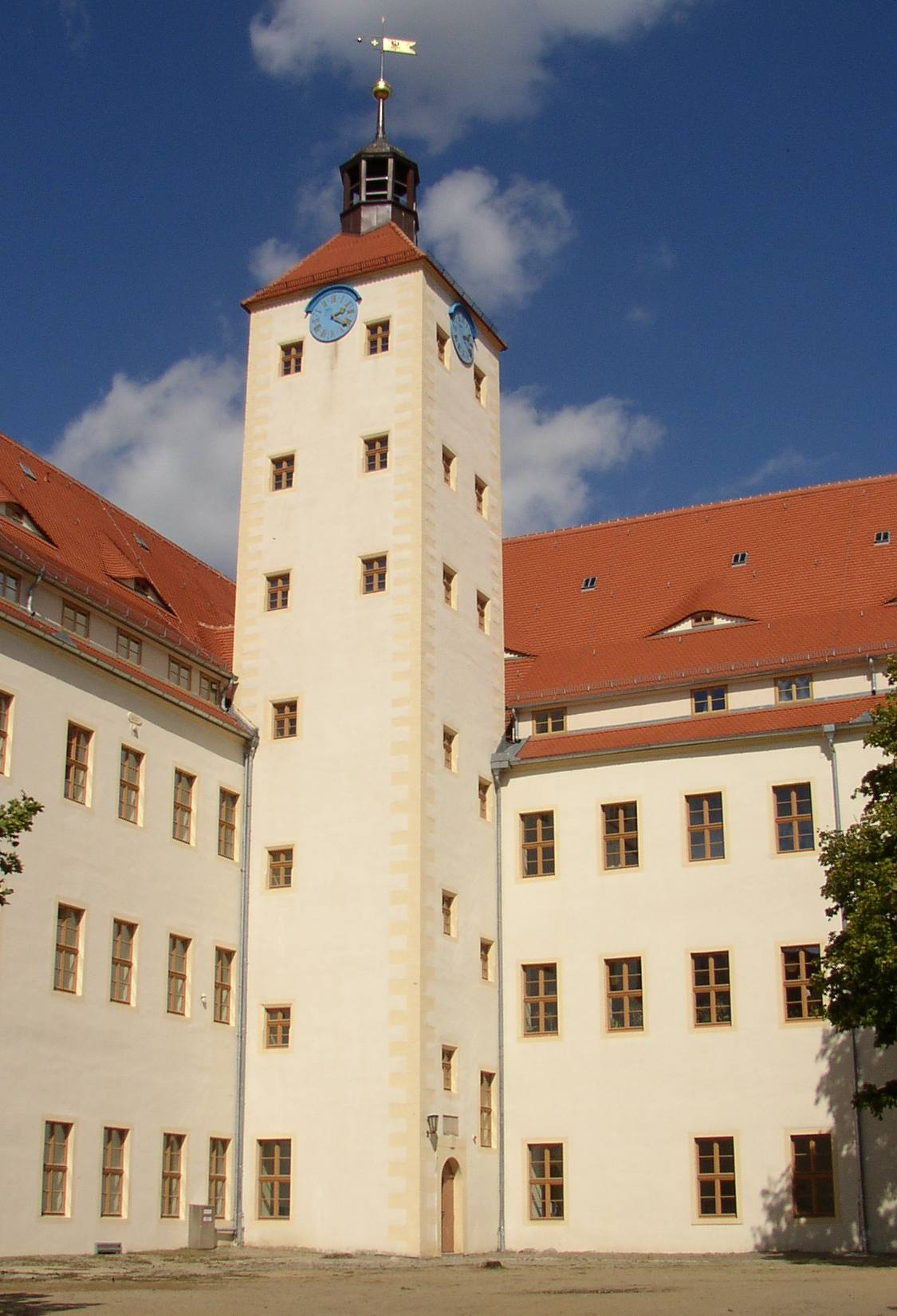
Schloss Pretzsch

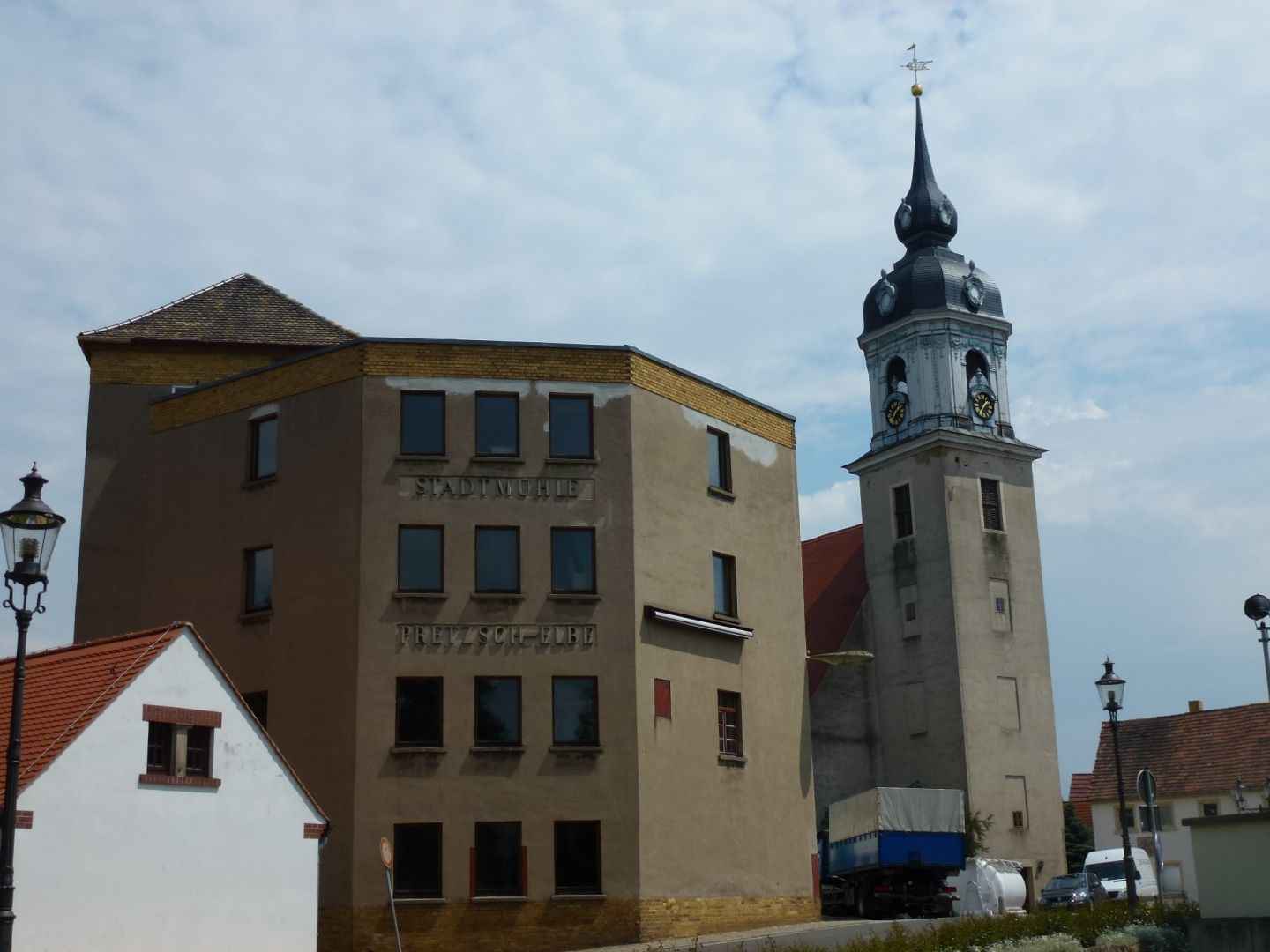
Kirche und Stadtmühle

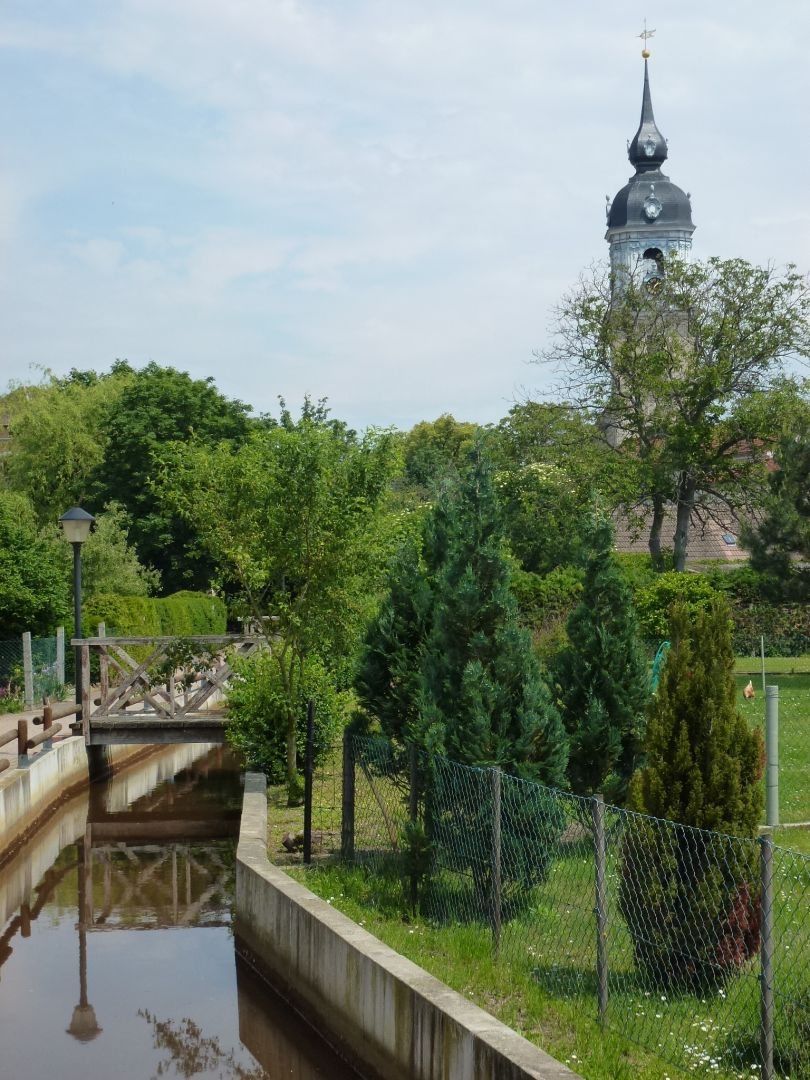
Badegasse und Kirche

Ebenfalls zu dieser Zeit begann die Herrschaft der Familie Löser in Pretzsch und in weiteren 35 umliegenden Dörfern. Ihren Sitz legten die Lösers, von deren Familie viele sehr gebildet waren und einflussreiche Positionen bei Hofe (bspw. Thammo Löser) innehatten, auf Schloss Pretzsch. Die Lösers wurden sehr bald in den Stand der Erbmarschalle erhoben, was den Umbau der bisherigen Burg an der Elbe in einen repräsentativen Bau erforderlich machte.

### Von der Reformation bis zum Dreißigjährigen Krieg
Pretzsch war, unter dem Einfluss der mit Martin Luther eng befreundeten Familie Löser, eine der ersten Gegenden, die der Reformation folgten. Luther selbst traute den Erbmarschall auf der Residenz in Pretzsch und war dort nicht nur, um in der Kirche zu predigen, sondern auch ein gern gesehener Jagdgast des Hauses Löser. Der Unterhalt des wachsenden Schlosses erforderte Frondienste der einheimischen Bevölkerung.
Das Schloss gewann nicht nur als Residenz der Lösers an Bedeutung, sondern auch als Gerichtsgebäude, in dessen Kellergewölben Straftäter oft gefoltert oder Gericht über sie gehalten wurde. In der Schlosschronik wird ein starker Anstieg der Verbrechen im 16. Jahrhundert dokumentiert. Verurteilte Straftäter wurden entweder gehängt oder enthauptet. Wer es sich leisten konnte, hatte die Möglichkeit, sich in einer Art Vertrag von seiner Straftat frei zu kaufen. Bestandteil eines solchen Sühnevertrages war auch das Aufstellen eines Kreuzes an der Stelle des Verbrechens, meist eines Mordes. Drei solcher Sühnekreuze wurden von anderen Standorten in den Schlosspark versetzt.
Wie in weiten Teilen Mitteldeutschlands waren Fachwerkbauten charakteristisch für das Ortschaftsbild des 16. Jahrhunderts. Ziegeleien und Zimmermänner erlebten einen regen Aufschwung in den wachsenden Ortschaften des Spätmittelalters. 1584 wütete die Pest auch in Pretzsch.
Pretzsch war von 1615 bis 1630 von der Hexenverfolgung betroffen. Mindestens vier Menschen gerieten in einen Hexenprozess, eine Frau wurde um 1615 verbrannt.
Im Dreißigjährigen Krieg wurde der Ort fast völlig zerstört. Die Schweden wollten den Ort dem Erdboden gleichmachen. Eingemauerte Kanonenkugeln in der Schlossmauer künden noch heute davon. Von vor 1634 vorhandenen 146 Bauernhöfen existierten nach der Belagerung durch die Schweden nur noch 12. Die umliegenden Orte waren ähnlich betroffen: Merschwitz etwa wurde völlig ausgelöscht. Um 1637 brach erneut die Pest aus. Zum Ende des Krieges war die Familie Löser hoch verschuldet und verkaufte daher das Schloss und die Gemarkung Pretzsch für 70.000 Reichstaler an den Marschall Wolff Christoph von Arnim, der als Befreier des Ortes bei Mauken über die Elbe gekommen war und die Schweden vertrieben hatte. Mit dem Verkauf endete die über 300-jährige Regentschaft der Familie Löser über die Pretzscher Gegend. Sie zogen sich auf das zum Schloss Pretzsch gehörende Vorwerk Reinharz zurück, wo sie mit dem Wasserschloss Reinharz einen zwar kleineren, aber nicht weniger ansehnlichen Herrschaftssitz errichteten.

### Vom Westfälischen Frieden bis zum Ende des 18. Jahrhunderts
Um 1651 wurde dem Ort Pretzsch zum zweiten Male das Stadtrecht verliehen. Strittig unter Historikern ist die Rechtmäßigkeit dieses Vorgangs, denn der Ort hatte bereits 1206 die Stadtrechte erhalten. Dies ist in einer Meißner Urkunde schriftlich belegt. Nach dem Westfälischen Frieden nahm Pretzsch überraschend schnell einen kleinen wirtschaftlichen Aufschwung und erholte sich zusehends von den Kriegsschäden. Kirche und Schloss waren bereits 1652 wieder hergerichtet. Zahlreiche Handwerker fanden bei den Aufbauarbeiten in der Umgebung ein erträgliches Einkommen. Nach dem Tod Wolff Christoph von Arnims († 1668) wurde der Besitz unter seinen vier Söhnen aufgeteilt und 1689 gegen drei Rittergüter eingetauscht. So gelangte Pretzsch in den Besitz der sächsischen Kurfürsten, die das Schloss als Witwensitz nutzten. Unter den Kurfürsten erlebte der Ort eine Blütezeit und wuchs alsbald von der eigenen Amtswürde zu einer Residenzstadt heran. Bemerkenswert ist die um 1692 entstandene Glashütte Körbin, in der hochwertiges Weißglas und Trinkgeschirr für den Dresdener und Warschauer Hof gefertigt wurde. Später entstanden unter Kammerrat Ehrenfried Walther von Tschirnhaus hier die ersten Brennspiegel. Die Glashütte wurde 1707 wegen Holzmangel in der Pretzscher Umgebung nach Senftenberg verlegt. Schon die Beheizung des Schlosses erforderte beträchtliche Mengen an Holz.
1693 wütete in Pretzsch ein schweres Feuer und vernichtete nahezu die Hälfte aller Häuser. Nachdem die erste Kurfürstenwitwe auf Schloss Pretzsch verstarb und in Freiberg bestattet wurde, bekam die Gemahlin Augusts des Starken, Christiane Eberhardine von Brandenburg-Bayreuth, das Pretzscher Schloss zur Geburt des ersten gemeinsamen Kindes von ihrem Gatten auf Lebenszeit geschenkt. Die Beziehung der beiden wurde jedoch durch zwei kurz aufeinander folgende Ereignisse belastet. Zum einen wurde dem Kurfürsten fast zeitgleich zum Sohn auch ein Kind von einer seiner Mätressen geboren. 1697 dann trat August der Starke zum Katholizismus über, um auf diese Weise König von Polen werden zu können, als der er noch im selben Jahr in Krakau gekrönt wurde.
Unter dem sächsischen Landesbaumeister Pöppelmann, mit dem die Kurfürstin sehr gut befreundet war, entstanden in dieser Zeit auch die zahlreichen umfangreichen Nebengebäude des Schlossbezirkes, die so genannten Kavaliershäuser. Pöppelmann gestaltete auch die Kirche samt Turmaufsatz um und erneuerte die Werkstätten und Lagerhäuser in der Nachbarschaft des Schlosses, um ein in sich schlüssiges Ensemble zu erlangen. Selbst im Ort wurde der Landesbaumeister tätig und gestaltete das Gesicht der Stadt nachhaltig um. Da die Kurfürstin in protestantischen Ländern hohes Ansehen genoss, waren hier häufig hochrangige Gäste aus verschiedenen Ländern zu Besuch. Unter anderem fand 1721 auf dem Schloss die Hochzeit des Kronprinzen Christian von Dänemark statt. Pretzsch war zu dieser Zeit neben Dresden, Leipzig und Torgau einer der bedeutendsten Orte Sachsens. Die Kurfürstin ist – auch wegen ihrer Unterstützung für das kleine Elbestädtchen – bei deren Einwohnern bis heute beliebt. Falls beim Flachsmarkt Waren unverkauft blieben, kaufte sie den Bestand auf und ließ ihn an bedürftige Einwohner verteilen. Ebenso beim Töpfermarkt, wo ihr tölpelhafter Hofnarr nach zeitgenössischen Berichten einmal im Jahr mit einem Ritt auf dem Pferd das unverkaufte Geschirr zertrampelte.
Diese Blütezeit hatte Anfang September 1727 ein jähes Ende, als die Kurfürstin plötzlich erkrankte. Zwar hielten sich auch 100 Jahre später noch Gerüchte, dass ein katholischer Pater die Kurfürstin mit einer Melone vergiftet haben soll, jedoch gilt heute als ziemlich sicher, dass Christiane Eberhardine an einer zu spät erkannten Blinddarmentzündung verstarb. Anlässlich ihres Todes komponierte Johann Sebastian Bach die Kantate „Laß, Fürstin, laß noch einen Strahl“, und August der Starke veranlasste eine sechswöchige Staatstrauer, wobei täglich zur Mittagsstunde die Glocken im ganzen Land zu Ehren der verstorbenen Gemahlin geläutet werden sollten. Die Kurfürstin bestimmte die Pretzscher Kirche als ihre letzte Ruhestätte, wo sie auch heute noch in einer vergleichsweise schlichten Gruft gebettet liegt. Christiane Eberhardine wurde nur 55 Jahre alt. 1756 drohte Pretzsch mit dem Siebenjährigen Krieg neues Unheil. In der nördlichen Grenzregion der Kriegsparteien Sachsen und Preußen gelegen, fand hier 1759 ein entscheidendes Gefecht am Golmer Berg statt. Als Vergeltungsmaßnahmen waren danach Plünderungen in Pretzsch und der Umgebung an der Tagesordnung. Das Schloss wurde zu einem Lazarett für den andauernden Krieg umgewandelt. Nach Kriegsende wurde 1764 das Amt Pretzsch samt Schloss und aller Vorwerke von den sächsischen Kurfürsten verpachtet, da Entschädigungszahlungen an Preußen keine Mittel für den Unterhalt des Schlosses und seiner Ämter ermöglichten. Der Schlosspark wurde in einen damals zeitgemäßen englischen Garten umgewandelt. Das Schloss wurde zum Amts- und Wohnsitz des Oberforst- und Wildmeisters. Ende des 18. Jahrhunderts hielten rationellere Maßnahmen in Landwirtschaft und Handwerk Einzug. Auch die Verarbeitung der Rohstoffe wurde rationalisiert, so entstanden eine Vielzahl von Mühlen und neuer Handwerkszweige, darunter Brauereien.

### 19. Jahrhundert
Nach der Schlacht bei Jena und Auerstädt 1806 trafen bald auch die ersten Franzosen in Pretzsch ein, die den Einwohnern mit Gewalt ihre Habseligkeiten nahmen und den Ort plünderten. Nachdem in der Schlacht bei Wartenburg die Franzosen wieder zurückgedrängt wurden, kam es auch in Pretzsch zu kleineren Kampfhandlungen. Kanonenkugeln aus der Zeit finden sich in der Mauer des Hauses in der Elbstraße 6. Durch den Wiener Kongress war Sachsen, das auf der Seite Napoleons gekämpft hatte, zu Reparationen an Preußen verurteilt worden. So kamen Nordsachsen und damit auch Pretzsch 1815 nun endgültig an Preußen. Nach einem Besuch des preußischen Königs 1817 in Pretzsch wurde das Schloss Bestandteil des Großen Potsdamschen Militärwaisenhauses. Nach Umbauten am Schloss und der Trennung des Vorwerks Domäne vom Schloss-Amt kamen 1829 die ersten Mädchen nach Pretzsch. Die Kavaliershäuser wurden zu Lehrerwohnungen umgebaut. Bereits Ende 1829 waren etwa 220 Kinder im Pretzscher Waisenhaus untergebracht. Ebenfalls zu Beginn des 19. Jahrhunderts wurden zwei Pretzscher Röhrwasseranlagen gelegt, die den Ort mit Frischwasser versorgten.
An der deutschen Reichsgründung 1871 hatten auch Pretzscher Einwohner Anteil. Denn im Deutsch-Französischen Krieg, der mit der Niederlage Frankreichs endete, hatten auch Bürger dieser Stadt an Bismarcks Seite gekämpft und ihr Leben gelassen. Ein Denkmal auf dem Marktplatz und die Friedenseiche auf dem Marktplatz erinnern daran.
1890 wurde der Ort an das Eisenbahnnetz angebunden. Die Bahnstrecke führte zunächst von Wittenberg über Pretzsch nach Torgau. Später kam ein Abzweig nach Eilenburg hinzu, was dem Ort zu einiger wirtschaftlicher Bedeutung verhalf. Auch heute noch kann man dies an dem inzwischen stillgelegten Bahnbetriebswerk erkennen. Zeitweise verkehrten auf dieser Strecke auch Verbindungen von Wittenberg nach Leipzig. In der Nähe des Bahnhofs entstand ein lebhaftes Gewerbe, das die günstige Gleisanbindung zu nutzen wusste.

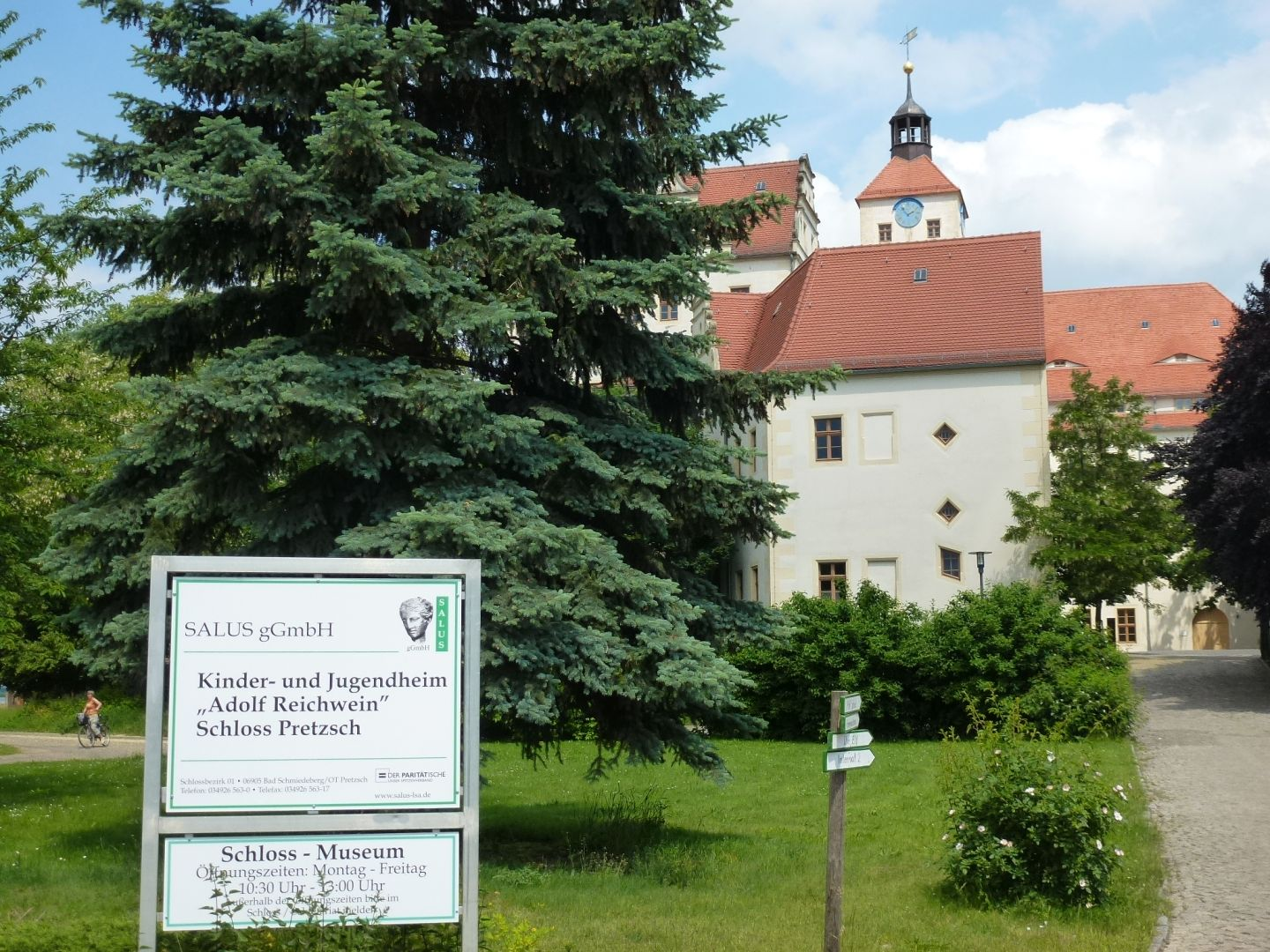
Kinder- und Jugendheim

### Erste Hälfte des 20. Jahrhunderts
Auf dem Schlossgelände entstand um 1900 eine Mädchenschule, in der höhere Töchter aus preußischen Familien auf ihre Zukunft vorbereitet wurden. Im Ersten Weltkrieg war das Schloss wieder als Lazarett genutzt worden. bevor es danach erneut als Waisenhaus diente. Auch eine Orgelbau-Werkstatt war hier untergebracht. Nach dem Zweiten Weltkrieg wurde das Schloss wieder ein staatliches Kinderheim. Inzwischen ist das Kinder- und Jugendheim „Adolf Reichwein“ Schloss Pretzsch in der Trägerschaft der Salus gGmbH.
Die „Grenzpolizeischule Pretzsch/Elbe“, die im Schloss von Pretzsch untergebracht war, diente 1937/38 als Schulungsort für die Eingliederung der SS-Grenz- und Wacheinheiten in die reguläre Grenzpolizei der Gestapo. Die SS-Grenz- und Wacheinheiten bestanden aus Mitgliedern der Hilfsgrenzangestellten (Higa) der SS bei der Zollverwaltung und aus der bayerischen SS-Grenzüberwachung (SSG). In der „Grenzpolizeischule Pretzsch/Elbe“ wurden im Mai/Juni 1941 die abgeordneten Soldaten zu den Einsatzgruppen der Sicherheitspolizei und des SD abkommandiert und bereiteten sich auf den vorgesehenen Einsatz im Osten vor. Die Teilnehmer des Lehrgangs stammten aus dem Reichssicherheitshauptamt (RSHA), insbesondere dem Sicherheitsdienst des Reichsführers SS (SD), der Ordnungspolizei und der Waffen-SS. Einige Teilnehmer waren auch im benachbarten Düben und Bad Schmiedeberg untergebracht. Vor dem Überfall auf die Sowjetunion hielt Reinhard Heydrich bei einem Abschlussappell in Pretzsch eine Ansprache über die Aufgaben der Einsatzgruppen. Die Soldaten sollten gemäß dem Kommissarbefehl Funktionäre und die „jüdische Intelligenz“ der Sowjetunion ermorden. Schon in den ersten drei Monaten des Krieges gegen die Sowjetunion eskalierte die Mordtätigkeit der Einsatzgruppen im Osten, so dass spätestens ab Anfang Oktober 1941 unterschiedslos jüdische Männer, Frauen, Kinder und Greise erschossen wurden. Auch versprengte Kriegsgefangene, „Zigeuner“, Psychiatriepatienten und Geiseln aus der Zivilbevölkerung gehörten zu den Opfern der Einsatzgruppen. Im Sommer 1941 wurde die Grenzpolizeischule Pretzsch aufgelöst und samt Personal in die neue Sicherheitspolizeischule Drögen in Fürstenberg/Havel integriert.
Zudem befand sich in Pretzsch während der NS-Zeit ein Außenkommando des Gefangenenlagers Elberegulierung Griebo aus Griebo bei Coswig.

### Von 1945 bis heute
Am 1. Juli 1950 wurde die bis dahin eigenständige Gemeinde Merschwitz eingegliedert.
Seit der Verwaltungsreform von 1952 gehörte der Ort Pretzsch zum Bezirk Halle in der DDR. Eine Erweiterte Oberschule hatte hier ihren Sitz. Seit 1990 gehört die Stadt im Bundesland Sachsen-Anhalt.
In Pretzsch befand sich die Spezialschule des Ministeriums des Innern der DDR für Diensthundewesen.
Das nach 1990 eingerichtete Gymnasium wurde wegen Schülerrückgang 2004 geschlossen. Am 1. Juli 2014 ist das neue Kommunalverfassungsgesetz des Landes Sachsen-Anhalt in Kraft getreten. In dessen §14 (2) wird den Gemeinden die Möglichkeit gegeben, den Ortsteilen, die vor der Eingemeindung Städte waren, diese Bezeichnung zuzuerkennen. Die Stadt Bad Schmiedeberg hat von dieser Regelung Gebrauch gemacht. Ihre Hauptsatzung liegt in der Fassung vom 18. November 2016 vor. Im §15 (1) werden die Ortschaften und Ortsteile mit ihren amtlichen Namen aufgeführt.

### Einwohnerentwicklung
| Jahr      | 1841 | 1861 | 1880 | 1900 | 1910 | 1925 | 1933 | 1939 | 1970 | 2004 | 2005 | 2007 | 2022 |
| --------- | ---- | ---- | ---- | ---- | ---- | ---- | ---- | ---- | ---- | ---- | ---- | ---- | ---- |
| Einwohner | 1674 | 1708 | 2026 | 2037 | 2140 | 1869 | 1854 | 2085 | 3039 | 1667 | 1637 | 1595 | 1063 |

## Religion
Durch die Reformation wurde die Bevölkerung von Pretzsch, das damals zum Bistum Meißen gehörte, im 16. Jahrhundert protestantisch.
Die Stadtkirche St. Nikolaus und ihre gleichnamige Kirchengemeinde gehören zum Kirchenkreis Wittenberg der Evangelischen Kirche in Mitteldeutschland. Zum Pfarrbereich Pretzsch gehören neben der Stadtkirche St. Nikolaus die Elbschifferkirche in Priesitz und die Dorfkirche in Sachau
Die katholische Kirche Maria Hilfe der Christen wurde 1974 erbaut und gehört zur Pfarrei St. Marien mit Sitz in Lutherstadt Wittenberg im Bistum Magdeburg.

## Politik

Wappen von Pretzsch

### Bürgermeister
Der letzte Bürgermeister war seit 2007 der parteilose Harry Deike. Er erhielt bei der Wahl am 22. April 2007 100 Prozent der Stimmen. Sein Amtsvorgänger Karlheinz Horn hatte nicht mehr kandidiert.
Mit der Eingemeindung nach Bad Schmiedeberg werden die Interessen von einem 5-köpfigen Ortschaftsrat vertreten, dem der Ortsbürgermeister Harry Deike vorsteht.

### Wappen
Das Wappen wurde am 11. Mai 1995 durch das Regierungspräsidium Dessau genehmigt und im Landeshauptarchiv Magdeburg unter der Wappenrollennummer 33/1995 registriert.
Blasonierung: „In Silber auf blauem Dreiberg eine grüne Eiche mit vier Blättern und drei goldenen Eicheln.“
Die Bedeutung des Wappenbildes ist unbekannt; denn von den zahlreichen Besitzern des Schlosses Pretzsch führte keiner ein Wappenzeichen, das mit dem der Stadt Ähnlichkeit hatte.

### Flagge
Die Flagge ist Grün-Weiß längsgestreift.

### Partnerschaften
Pretzsch (Elbe) unterhält eine Partnerschaft mit dem hessischen Heuchelheim.

## Wirtschaft und Infrastruktur
Verkehr

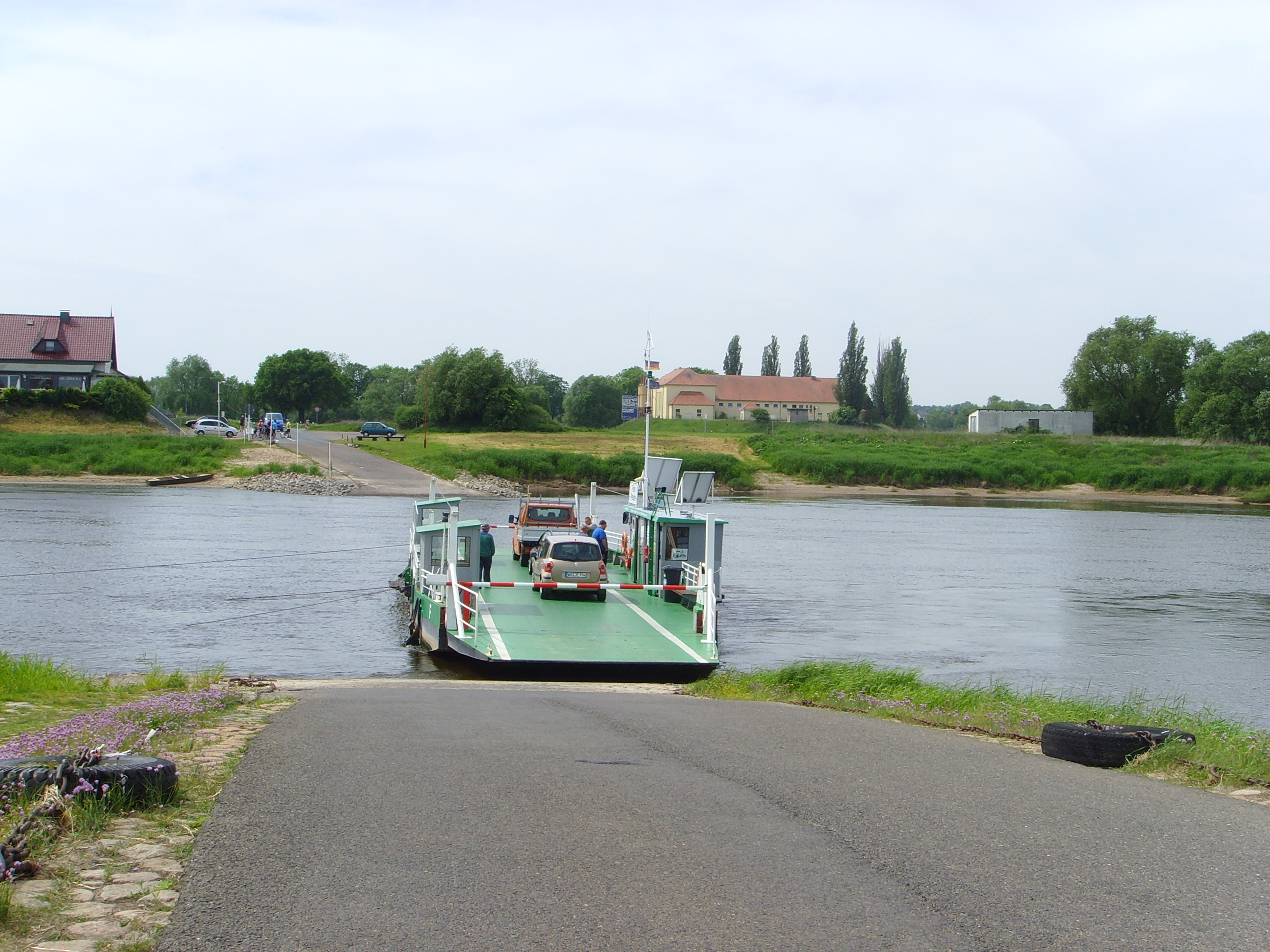
Fähre Pretzsch

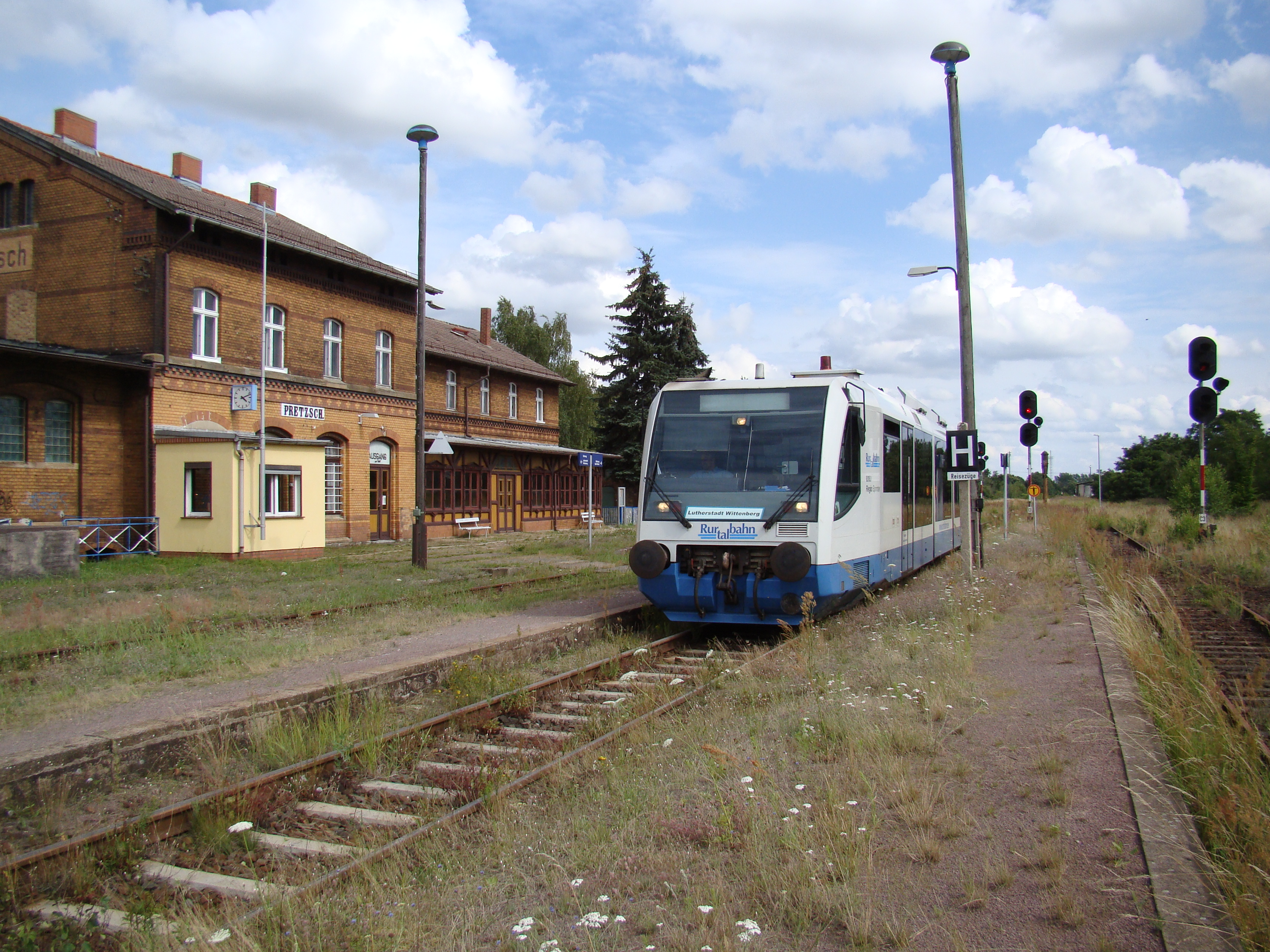
Bahnhof Pretzsch

In Pretzsch kreuzen sich die B 182 (Torgau – Wittenberg) und die Landesstraße 128 (Bad Schmiedeberg – Jessen). Zum Überqueren der Elbe in Richtung Mauken dient eine Gierseilfähre.
Im öffentlichen Personennahverkehr gibt es Busverbindungen nach Lutherstadt Wittenberg und nach Bad Schmiedeberg.
Der Schienenpersonennahverkehr auf der eingleisigen Bahnstrecke Pratau–Torgau und der hier abzweigenden Strecke nach Bad Schmiedeberg wurde Ende 2014 abbestellt und daraufhin bereits Mitte Dezember eingestellt.
Der Ort mit seinen Sehenswürdigkeiten liegt am Elberadweg, der zu den bekanntesten Routen des Radtourismus in Europa zählt.

## Sehenswürdigkeiten

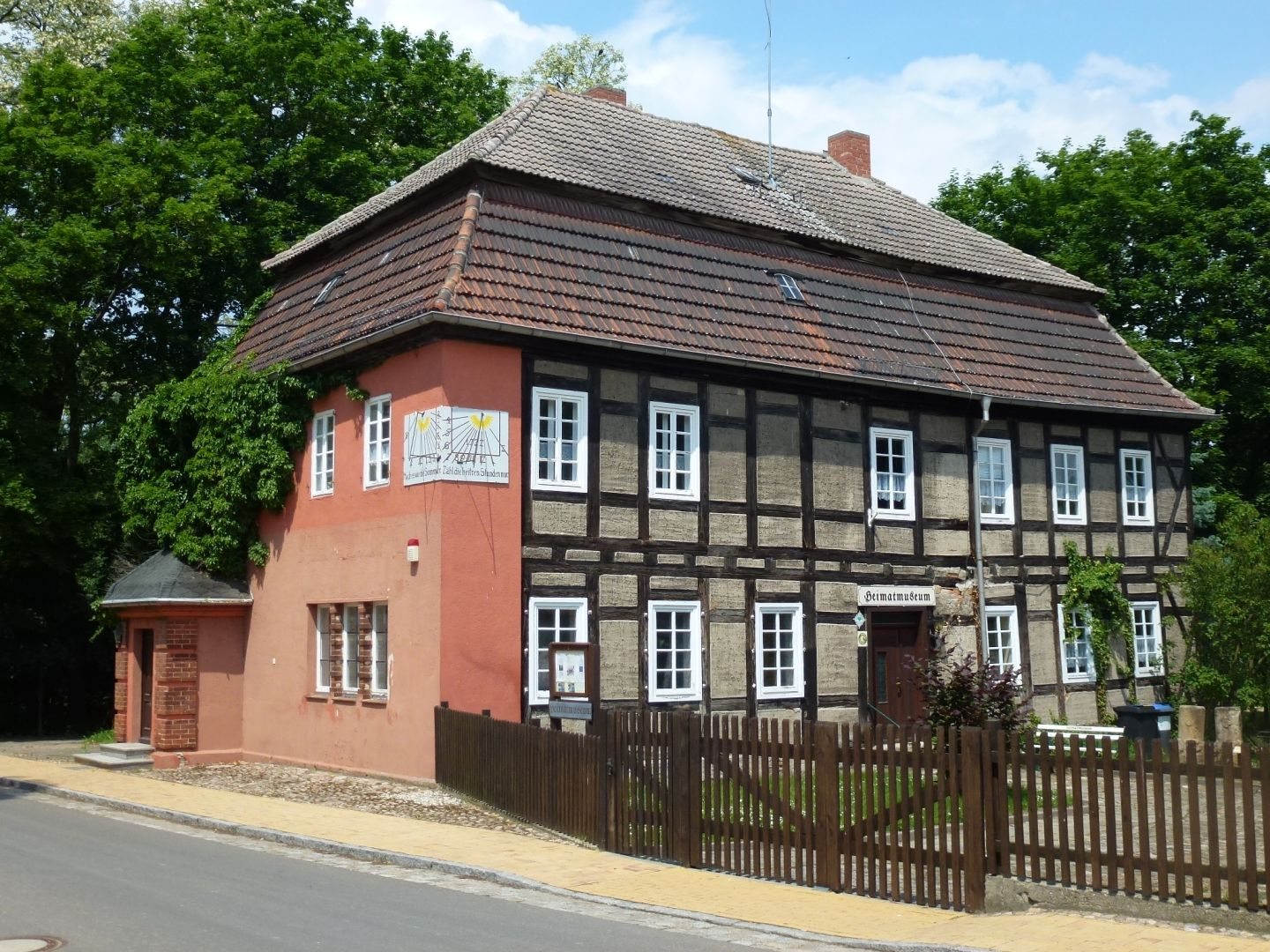
Heimatmuseum

- Renaissanceschloss aus dem 16. Jahrhundert. Schloss und Garten gehören zum Netzwerk Gartenträume Sachsen-Anhalt.
- Wiecksches Haus von 1725
- spätgotische Stadtkirche St. Nikolaus mit barocken Umbauten unter Matthäus Daniel Pöppelmann
- Heimatmuseum (Fachwerkbau) aus dem 18. Jahrhundert

Regelmäßige Veranstaltungen
Alljährlich im Februar findet ein mehrtägiger Karneval statt, dessen Höhepunkt ein großer Umzug mit Straßenkarneval am Sonntag vor dem Rosenmontag bildet.
Auch die Landesmeisterschaften der Diensthundeführer werden in Pretzsch regelmäßig durchgeführt.
Über 150 Jahre feierten die Stadt und ihre Einwohner am ersten Juniwochenende ihr traditionelles Heimatfest. Diese Tradition soll demnächst, nach mehrjähriger Pause, wiederbelebt werden.
Ebenfalls jeweils im Juni findet seit 2005 das Mitsubishi-Elbetreffen auf dem Sportplatz statt. Es gilt mit 350–400 Fahrzeugen als das größte Treffen der japanischen Automarke in Europa.
Am Tag der Deutschen Einheit wird alljährlich der Elbepokal der Feuerwehren der näheren und auch ferneren Umgebung auf dem Gelände des Sportplatzes ausgetragen.
Ein kleiner Weihnachtsmarkt in der Adventszeit am Bürgerhaus beschließt das Veranstaltungsjahr des Ortes.

## Persönlichkeiten

### Söhne und Töchter der Stadt
- Johann Hildebrand, auch Hildebrandt (1614–1684), Komponist und Schriftsteller
- Johann Christian Neumark (1740–1811), Gärtner
- Friedrich Christian von Liebenau (1764–1832), königlich-sächsischer Oberst
- Friedrich Wieck (1785–1873), Musiker und Musikpädagoge, Vater der Pianistin Clara Schumann
- Friedrich Meurer (1792–1866), Pharmakologe und Mediziner
- Moritz Meurer (1806–1877), lutherischer Theologe und Kirchenhistoriker
- Karl Theodor Müller (1840–1909), Wasserbau-Ingenieur und Rheinstrom-Baudirektor
- Friedrich Otto Gräbner (1848–1922), evangelischer Pfarrer und Aktivist des Deutschen Protestantenvereins
- Jörg Damme (* 1959), Sportschütze, Medaillengewinner bei Olympia, Welt- und Europameisterschaften

### Mit Pretzsch verbundene Persönlichkeiten
- Eleonore von Sachsen-Eisenach (1662–1696), 1662/64 Kurfürstin von Sachsen, lebte und verstarb im Pretzscher Schloss.
- Christiane Eberhardine von Brandenburg-Bayreuth (1671–1727), Gattin Augusts des Starken, Kurfürstin von Sachsen und ab 1697 Titularkönigin von Polen, lebte in Pretzsch und ist in der Stadtkirche „St. Nikolaus“ beigesetzt.
- Michael Heinrich Reinhard (1676–1732), evangelisch-lutherischer Theologe, von 1713 bis 1721 Diakon in Pretzsch und Hofprediger von Christiane Eberhardine von Brandenburg-Bayreuth
- Erwin Strittmatter (1912–1994), Schriftsteller, arbeitete in den 1930er Jahren in einer der hiesigen Bäckereien.

## Trivia
Mitte Mai 2008 bildete der Bahnhof Pretzsch die Kulisse für den Kinofilm Ein russischer Sommer, der die letzten Lebenswochen des lungenkranken russischen Schriftstellers Leo Tolstoi (1828–1910) behandelt.